# Skorba, Hajdina
Skorba este o localitate din comuna Hajdina, Slovenia, cu o populație de 438 de locuitori.